# زبان چندکانونی
چندکانونی یا چندمرکزی زبانی با چند گونهٔ معیار و اغلب رایج در چند کشور مختلف است. برای نمونه می‌توان انگلیسی، فرانسوی، اسپانیایی و فارسی را نام برد. در برابر این مفهوم زبان تک‌کانونی وجود دارد که فقط یک گونه معیارشده رسمی دارد برای نمونه ژاپنی و روسی. در برخی موارد، گونه‌های معیار یک زبان چندکانونی به زبان خودمختار تبدیل می‌شوند که این روند در میان مالزیایی و اندونزیایی و همچنین هندی و اردو یا گونه‌های صربی‌کرواتی رخ داده‌است.

## نمونه‌ها

### انگلیسی

بریتانیایی
انگلیسی زبان خارجه است و لهجه بریتانیایی میان عموم رایج است.
آمریکایی
انگلیسی زبان خارجه است و لهجه آمریکایی میان عموم رایج است.
استرالیایی
کانادایی

انگلیسی یک زبان چندکانونی با تفاوت‌هایی در تلفظ واژگان املا و… میان کشورها و مناطق انگلیسی‌زبان یعنی بریتانیا، آمریکای شمالی، کارائیب، ایرلند، آفریقا، سنگاپور، هند و اقیانوسیه است. انگلیسی‌زبانان تحصیل‌کرده با استفاده از گونهٔ انگلیسی معیار سرزمین خود، قادر به ارتباط مؤثر با یکدیگر هستند، اما گونه‌های غیرمعیار دارای تفاوت‌های گویشی بسیاری هستند که این وضعیت با کاهش فهم متقابل همراه است.
انگلیسی بریتانیایی و آمریکایی دو گونه پرکاربرد انگلیسی در سامانه‌های آموزشی مناطقی هستند که انگلیسی به عنوان زبان دوم آموزش داده می‌شود. انگلیسی بریتانیایی بیشتر در سایر مناطق اروپا و مستعمرات سابق انگلیس، هند غربی، آفریقا و آسیا غالب است و در مقابل، انگلیسی آمریکایی در آمریکای لاتین، لیبریا و آسیای شرقی تسلط یافته‌است.
از نظر آماری، گویش آمریکایی، گویش بیش از ۶۶٪ از انگلیسی‌زبانان بومی است و پس از آن انگلیسی بریتانیایی با ۱۸٪ و سایر گونه‌ها مانند انگلیسی استرالیایی و انگلیسی کانادایی هر کدام حداکثر ۷٪ قرار دارند. به دلیل جهانی شدن و گسترش انگلیسی در دهه‌های اخیر، انگلیسی با استفاده روزمره و مطالعه در سراسر کشور از زبان در مدارس که در بیشتر مناطق جهان رشد می‌کند، به‌طور فزاینده‌ای غیرمتمرکز و چندکانونی می‌شود. با این حال، در زمینه جهانی، تعداد انگلیسی‌زبانان بومی (مفهومی که به‌طور فزاینده‌ای مورد چالش قرار می‌گیرد) بسیار کمتر از تعداد انگلیسی‌زبان غیربومی با تسلط مناسب است. در سال ۲۰۱۸، تخمین زده شد که به ازای هر گویشور بومی زبان انگلیسی، شش گویشور غیر بومی با تسلط مناسب وجود دارد که انگلیسی را به عنوان متداول‌ترین شکل زبان میانجی مطرح می‌کند.
انگلیسی فیلیپینی (که عمدتاً به عنوان زبان دوم صحبت می‌شود) در درجه اول تحت تأثیر انگلیسی آمریکایی است. ظهور صنعت مرکز تماس در فیلیپین برخی از فیلیپینی‌ها را ترغیب کرده‌است تا لهجه‌های خود را «صیقل دهند» یا خنثی کنند تا شباهت بیشتری به لهجه‌های کشورهای مشتری خود داشته باشند.
کشورهایی مانند استرالیا، نیوزیلند و کانادا دارای گونه‌های انگلیسی کاملاً تثبیت‌شده خود هستند که در آن کشورها معیار است اما به ندرت در خارج از کشور به زبان‌آموزان زبان دومی آموزش داده می‌شود.
انگلیسی که پیش از اعمال اتحادیه در سال ۱۷۰۷ در سراسر پادشاهی‌های مستقل انگلستان و اسکاتلند مورد استفاده قرار گرفت چندکانونی بود ولی هم‌اکنون انگلیسی انگلیسی و انگلیسی اسکاتلندی زیرمجموعه انگلیسی بریتانیایی است.

### فرانسوی
در دوره کنونی گونه‌های متعددی از زبان فرانسوی در سراسر جهان رایج است که از آن‌ها می‌توان فرانسوی معیار (یا فرانسوی پاریسی)، فرانسوی کانادایی (شامل فرانسوی کبکی و فرانسوی آکادیایی)، فرانسوی آمریکایی (مثلاً فرانسوی لوئیزیانایی)، فرانسوی هائیتی و فرانسوی آفریقایی را نام برد.
تا اوایل قرن بیستم، زبان فرانسوی در مناطق مختلف فرانسه در تلفظ و واژگان بسیار متغیر بود و در هر جا لهجه‌ها و گویش‌های اوییل با درجات متفاوت فهم متقابل وجود داشت. با این حال، سیاست‌های دولت باعث شد تا گویش پاریسی روش آموزش در مدارس باشد و سایر گویش‌ها، مانند نورمان، که از زبان‌های اسکاندیناوی تأثیر پذیرفته بود، نادیده گرفته شوند. هنوز اختلاف نظرهایی در مورد این واقعیت وجود دارد؛ مثلاً دولت آن‌ها را به عنوان زبان‌های فرانسه به رسمیت می‌شناسد، اما هیچ حمایت پولی از آن‌ها نمی‌کند و همچنین شورای قانون اساسی منشور اروپایی زبان‌های محلی یا اقلیت را تصویب نکرده‌است.
فرانسوی آمریکای شمالی نتیجه استعمارگری فرانسه در بر جدید در قرن‌های هفده و هجده میلادی است و در بسیاری از موارد، حاوی واژگان و اصطلاحات گویشی است که به دلیل تاریخی در فرانسوی معیار پاریسی یافت نمی‌شوند زیرا که بیشتر مهاجران اصلی کبک، آکادیا، لوئیزیانا و نیو انگلند از شمال و شمال غربی فرانسه آمده‌اند که در آنجا در آن زمان گویش‌های گفتاری مانند نورمان، پوتوی و آنژوین رایج بود و گویش پاریسی کمتر صحبت می‌شد. همچنین انزوا از تحولات فرانسه، به ویژه دوری از معیارسازی‌های فرهنگستان فرانسه، گویش‌های آمریکای شمالی را کاملاً متمایز می‌کند. فرانسوی آکادیایی، که در نیوبرانزویک کانادا تکلم می‌شود، حاوی واژگان بسیاری است که بسیار قدیمی‌تر از واژگان فرانسوی نوین هستند و ریشه بیشتر آن‌ها به قرن هفدهم بازمی‌گردد. کبکی، بزرگترین گویش، تلفظ متمایزی دارد که به هیچ وجه در فرانسوی اروپا یافت نمی‌شود و تفاوت‌های زیادی در تلفظ مصوت‌ها و نحو دارد. فرانسوی لوئیزیانایی دارای برخی تمایزاتی است که در کانادا یافت نمی‌شوند و این به این دلیل است که واژگان بیشتری از گویش‌های محلی بومی آمریکا و آفریقا به آن وارد شده و در آن تلفظ حرف r وجود دارد که به‌طور کامل در فرانسه ناپدید شده‌است. در قرن بیستم تلفظ‌های همخوان‌ها در این گویش با تماس بیشتر با زبان انگلیسی نسبت به سایر گویش‌های فرانسوی، با صدای سخت‌تر تغییر یافته‌است. فرانسوی لوئیزیانایی به همان اندازه برای چندین نسل یک زبان شفاهی بوده‌است و اخیراً نحو و ویژگی‌های آن با اصطلاحات کشور فرانسه مطابقت دارد.
فرانسوی‌های معیار کوچکتری همچون بلژیکی و سوئیسی از زبان‌های ژرمنی در دستور زبان و واژگان تأثیر به سزایی پذیرفته‌اند. برای مثال در بلژیک تأثیرات ژرمنی در فرانسوی گفتاری در والونی قابل مشاهده است؛ مثلاً برای پلک در فرانسوی معیار cligner و در والون و فرانسوی محلی بلژیک blinquer را داریم که با blink انگلیسی و blinken آلمانی و هلندی هم‌ریشه است. در بلژیک و سوئیس همچنین تفاوت‌هایی در سامانه اعداد در مقایسه با پاریسی معیار یا فرانسوی کانادایی، به ویژه در استفاده از septante (هفتاد)، octante/huitante (هشتاد) و nonante (نود) وجود دارد. در سایر گونه‌های معیار فرانسوی برای این اعداد به ترتیب از soixante-dix (شصت-ده)، quatre-vingts (چهار-بیست) و quatre-vingt-dix (چهار-بیست-و-ده) استفاده می‌شود.
گونه‌های فرانسوی رایج در اقیانوسیه نیز از زبان‌های محلی تأثیر پذیرفته‌اند. فرانسوی کالدونیای جدید تحت تأثیر زبان‌های کاناک در واژگان و ساختار دستوری قرار گرفته‌است. فرانسوی آفریقایی نیز گونه‌ای دیگر از فرانسوی است.

### اسپانیایی
اسپانیایی دارای گونه‌های معیار ملی و منطقه ای بسیاری است، که همه دارای فهم متقابل نسبت به همند (خارج از تفاوت‌های واژگانی کوچک) و از قواعد نوشتاری مشترکی استفاده می‌کنند.
در اسپانیا، اسپانیایی معیار بر پایه گویش سخنوران تحصیل‌کرده مادرید بنا شده‌است. همه گونه‌های رایج در شبه‌جزیره ایبری در اسپانیایی شبه‌جزیره‌ای جای می‌گیرند. اسپانیایی قناری (رایج در جزایر قناری)، در کنار اسپانیایی رایج در آمریکا (شامل اسپانیایی ایالات متحده، اسپانیایی آمریکای مرکزی، اسپانیایی مکزیکی، اسپانیایی آندی، و اسپانیایی کارائیبی) از دیگر گونه‌های زبان اسپانیایی هستند.
اکنون ایالات متحده بعد از مکزیک از نظر تعداد گویشوران (زبان اول و دوم) دومین کشور بزرگ اسپانیایی‌زبان جهان است. در یک گزارش آمده‌است که در ایالات متحده ۴۱ میلیون نفر به اسپانیایی به عنوان زبان اول و ۱۱٫۶ میلیون نفر دیگر به عنوان زبان دوم سخن می‌گویند و این باعث می‌شود که آمریکا از کلمبیا (۴۸ میلیون) و اسپانیا (۴۶ میلیون) بالاتر و پس از مکزیک (۱۲۱ میلیون) در رده دوم باشد.
اسپانیایی آمریکای لاتین از طریق موسیقی، فرهنگ و تلویزیون که در جامعه اسپانیایی‌زبان‌های آمریکا تولید می‌شود، بر زبان‌های مختلف کره زمین تأثیر فزاینده‌ای می‌گذارد.
در آرژانتین و اروگوئه اسپانیایی معیار بر پایه گویش‌های محلی بوئنوس آیرس و مونته‌ویدئو است. این گویش به اسپانیایی ریوپلاتایی معروف است و با سایر گونه‌های اسپانیایی معیار متفاوت است. در کلمبیا، گویش رولو (نام گویش بوگوتا) برای تلفظ‌های واضحش بسیار معروف است.

### عربی
عربی پیشااسلامی را می‌توان یک زبان چندکانونی دانست. امروزه در کشورهای عرب‌زبان سطوح مختلفی از چندکانونی زبانی قابل تشخیص است و عربی نوین زبانی چندکانونی با شاخه‌های گوناگون وابسته به مکان و نوع جامعه است. گونه‌های محلی عربی شامل:
- عربی شبه‌جزیره‌ای
  - عربی خلیج فارس (رایج در پیرامون کرانه‌های خلیج فارس در کویت، بحرین، قطر، امارات متحده عربی و همچنین بخش‌هایی از عربستان سعودی، عراق، ایران و عمان)
  - عربی یمنی،
- عربی شامی (رایج در سرزمین شام)
  - عربی سوری
  - عربی اردنی
  - عربی لبنانی
  - عربی فلسطینی،
- عربی مغربی (رایج در مغرب عربی)
  - عربی مراکشی
  - عربی تونسی،
- عربی عراقی
  - عربی بغدادی،
- عربی مصری،
- عربی سودانی، و بسیاری دیگر.

همچنین بسیاری از گویشوران از عربی نوین معیار در آموزش و مراجع رسمی استفاده می‌کنند و بنابراین در جوامع عربی دوزبان‌گونگی نیز غالب است.

### چینی
تا میانه قرن بیستم بیشتر گویشوران چینی فقط به گونه‌ی محلی خود سخن می‌گفتند. این گونه‌ها به‌طور گسترده‌ای از گونه نوشتاری چینی ادبی جدا شده بودند. مقامات دودمان‌های مینگ و چینگ اداره امپراتوری را با استفاده از یک زبان مشترک بر پایه گویش‌های شمال، به نام گوانهوا (官話، به معنای «گفتار مقامات»)، انجام دادند که امروزه به ماندارین معروف است. دانستن این زبان برای یک پیشه رسمی بسیار ضروری بود، اما هرگز به‌طور رسمی تعریف نشد.
در اوایل قرن بیستم، چینی ادبی که بر پایه گویش‌های شمالی بود، جایگزین چینی محلی نوشتاری شد. در دهه ۱۹۳۰ زبان معیار ملی گویو (國語، به معنای «زبان ملی») به کار گرفته شد که تلفظ‌های آن بر پایه گویش پکن و واژگانش از همه گویش‌های شمالی ماندارین بودند.
پس از بنیان‌گذاری جمهوری خلق چین در سال ۱۹۴۹، گویش معیار آن پوتونگهوا (普通话/普通話، به معنای «گفتار مشترک») اعلام شده بود که تعریف آن با گویو در جمهوری چین (تایوان امروزی) یکسان بود. این زبان همچنین یکی از زبان‌های رسمی سنگاپور، تحت عنوان هایو (华语/華語، به معنای «زبان چینی»)، است.
اگرچه این سه زبان معیار به هم نزدیک مانده‌اند اما تا حدودی از هم دور شده‌اند. بیشتر چینی‌ها در تایوان و سنگاپور از سواحل جنوب شرقی چین می‌آیند، جایی که گویش‌های محلی فاقد همخوان‌های ابتدایی /tʂ tʂʰ ʂ/ هستند که در گویش‌های شمالی وجود دارند و بنابراین بیشتر گویشوران، آن‌ها را از همخوان‌های مشابه /ts tsʰ s/ تشخیص نمی‌دهند. همچنین در تایوان و سنگاپور همخوان‌های برگشته تلفظ نمی‌شوند. به علاوه اینکه در واژگان این گویش‌ها نیز تفاوت‌هایی وجود دارد؛ به طوری که ماندارین تایوانی وام‌واژگان بیشتری از مین، هاکا و ژاپنی دریافت کرده درحالی که ریشه بیشتر وام‌واژگان ماندارین سنگاپوری از انگلیسی، مالایی و گونه‌های جنوبی چینی است.

### آلمانی
زبان آلمانی بیشتر به عنوان یک زبان چندکانونی نامتوازن در نظر گرفته می‌شود؛ زبان معیار آلمان، بیشتر به دلیل تعداد بیشتر گویشوران و عدم آگاهی مردم از وجود گونه‌های معیار اتریشی و معیار سوئیسی، در بیشتر موارد غالب است. اگرچه تلفظ‌های یکسانی بر اساس کتاب راهنمای تئودور سیبس وجود دارد که امروزه از آن در تئاتر و به میزان کمتری در اخبار رادیو و تلویزیون در سراسر کشورهای آلمانی‌زبان استفاده می‌شود، اما این برای گونه‌های معیار رایج در اتریش، تیرول جنوبی و سوئیس، که در تلفظ، واژگان و حتی گاهی دستور زبان با آلمان متفاوت هستند، صدق نمی‌کند. در سوئیس حرف ß از الفبا حذف شده و ss جایگزین آن شده‌است. حتی گاهی اوقات این امر در پخش اخبار در باواریا (یک ایالت آلمان با هویت فرهنگی جداگانه قوی) نیز یافت می‌شود. گونه‌های آلمانی معیار رایج در این مناطق در سنت‌های فرهنگی خاص (به عنوان مثال در واژگان آشپزی، که به‌طور قابل توجهی در مناطق آلمانی‌زبان اروپا متفاوت است) و اصطلاحات مختلفی که در قانون و حکومت استفاده می‌شود تا حدی تحت تأثیر گویش‌های منطقه خود قرار گرفته‌اند. مثلاً فهرستی از اصطلاحات اتریشی برای برخی از مواد غذایی حتی در قانون اتحادیه اروپا نیز گنجانده شده‌است، اگرچه کاملاً ناقص است.

### هندوستانی
زبان‌های هندی یک زنجیره گویشی بزرگ هستند که از نظر فرهنگی به صورت یک واحد تعریف می‌شوند. هندوستانی میانه (معروف به هندی یا هندوی) بر پایه گویش دهلی بود و از آن دو گونه معیار امروزی، هندی و اردو، ایجاد شده‌اند. به علاوه زبان‌های ادبی معیار تاریخی همچون برج و اودهی و همچنین زبان‌های معیار امروزی همچون مایتهیلی و دوگری جزو گویش‌های هندی در نظر گرفته می‌شوند. گونه‌های دیگر همچون راجستانی بیشتر به عنوان زبان مجزا شناخته می‌شوند ولی گویش معیار ندارند. هندی کارائیبی و هندی فیجی نیز بسیار با زبان هندی سانسکریت‌شدهٔ رایج در هند تفاوت دارند.

### مالایی
با یک دیدگاه زبان‌شناسانه مالزیایی و اندونزیایی دو گونه معیار یک زبان (مالایی) هستند. هر دو گفتار مبنای گویشی یکسانی دارند و منابع زبانی هنوز هم گونه معیار آن‌ها را به عنوان شکل‌های مختلف یک زبان واحد در نظر می‌گیرند. با این حال، در اصطلاح عامیانه، به دلیل افزایش واگرایی بین این دو و به دلایل سیاسی، این دو گونه غالباً به عنوان زبان‌های متمایز تصور می‌شوند. در هر صورت میزان درک متقابل علی‌رغم تفاوت‌های مختلف در واژگان و دستور زبان بسیار بالاست. زبان مالایی خود دارای بسیاری گویش محلی و کریول است، در حالی که «اندونزیایی» که به عنوان یک زبان میانجی در اندونزی عمل می‌کند، تأثیرات بین‌المللی و محلی زیادی پذیرفته‌است.

### فارسی
زبان فارسی دارای سه گونه معیار با وضعیت رسمی در ایران، افغانستان (رسماً به نام دری) و تاجیکستان (رسماً به نام تاجیکی) است. این گونه‌های معیار به ترتیب بر پایه لهجه‌های تهرانی، کابلی و بخاری بنا شده‌اند.
الفبای فارسی در ایران و افغانستان کاربرد دارد و در گذشته در تاجیکستان نیز رایج بوده‌است. الفبای لاتین در دهه‌های ۱۹۲۰ میلادی در جمهوری شوروی سوسیالیستی تاجیکستان جای الفبای فارسی را گرفت و سپس در اواخر دهه ۱۹۳۰ نیز سیریلیک جای آن را گرفت. از سال ۱۹۳۹، چاپ نوشته‌ها به الفبای فارسی در این کشور ممنوع شد. تاکنون تلاش‌هایی برای بازگشت الفبای فارسی انجام شده که بی‌نتیجه مانده‌است.

### پرتغالی
میان گونه پرتغالی برزیل و اروپا تفاوت‌هایی وجود دارد. هر دو گونه در واج‌شناسی و دستور زبان سامانه‌های ضمیری خود دچار تحولات قابل توجه و واگرایانه‌ای شده‌اند. در نتیجه برقراری ارتباط بین دو گونه زبان بدون برخورد قبلی ممکن است گاهی دشوار باشد، اگرچه گویشوران پرتغالی اروپا، پرتغالی برزیل را به نسبت بهتر درک می‌کنند که این به دلیل قرار گرفتن در معرض موسیقی و سریال‌های برزیلی است. ترتیب کلمات در جمله می‌تواند به‌طور چشمگیری بین پرتغالی اروپا و برزیل متفاوت باشد.
پرتغالی برزیلی و اروپایی در حال حاضر دارای دو روش معیار نوشتار متفاوت و البته مشابه هستند. این روش‌ها، علی‌رغم تفاوت‌های کوچک نحوی، از لحاظ دستوری نزدیک به یکدیگر باقی مانده‌اند و فقط برخی واژگان نوپدید دارای املاهای متفاوت هستند.
پرتغالی آفریقا و پرتغالی آسیا بر پایه گویش معیار اروپایی هستند، اما تحولات آوایی و دستوری خاص خود را تجربه کرده‌اند، که این گاه یادآور گونه گفتاری برزیلی است. شماری کریول پرتغالی در کشورهای آفریقایی، برای نمونه در گینه بیسائو و در جزایر سائوتومه، پدید آمده‌اند.

### صربی‌کرواتی
صربی‌کرواتی یک زبان چندکانونی با چهار گونهٔ معیار بوسنیایی، کرواتی، مونته‌نگروئی و صربی است که به ترتیب در بوسنی و هرزگوین، کرواسی، مونته‌نگرو و صربستان ترویج می‌شوند. این گونه‌ها اندکی تفاوت دارند، اما مانعی برای فهم متقابل ندارند. در عوض، همان‌طور که هر چهار گونه معیار بر پایه گویش اشتوکاوی بنا شده‌اند، تفاوت‌های عمده در فهم نه در گونه‌های معیار، بلکه در گویش‌های محلی مشخص می‌شود. طبق گزارش‌ها، تفاوت واژگانی و دستوری بین این گونه‌ها، حتی اگر با زبان‌های اسلاوی نزدیک (مانند چکی، اسلواکی، بلغاری و مقدونی معیار) مقایسه شود، محدود است. مونته‌نگروئی تا حد زیادی بر اساس صربی است، در حالی که بوسنیایی ترکیبی بین کرواتی و صربی است. کرواتی و صربی معیار نیز ۹۵٪ فهم متقابل را دارا هستند.

### سایر
- زبان آرامی
- زبان ارمنی
- زبان کاتالان
- زبان قبطی
- زبان ایرلندی
- زبان کومی
- زبان کره‌ای
- زبان کردی
- زبان مالایالم
- زبان نروژی
- زبان پشتو
- زبان رومانیایی
- زبان رومانش
- زبان ساردنیایی
- زبان سوئدی
- زبان اوکراینی
- زبان هلندی